# Recuzachi
Recuzachi är en ort i Mexiko.   Den ligger i kommunen Guachochi och delstaten Chihuahua, i den nordvästra delen av landet, 1 200 km nordväst om huvudstaden Mexico City. Recuzachi ligger 2 140 meter över havet och antalet invånare är 144.
Terrängen runt Recuzachi är platt åt nordost, men åt sydväst är den kuperad. Runt Recuzachi är det mycket glesbefolkat, med 6 invånare per kvadratkilometer. Närmaste större samhälle är Huichachi, 17,4 km nordväst om Recuzachi. Omgivningarna runt Recuzachi är i huvudsak ett öppet busklandskap.